# Логанча (кратер)
65°31′00″ пн. ш. 95°56′00″ сх. д. / 65.516666666667° пн. ш. 95.933333333333° сх. д.
Логанча — ударний кратер, який сформувався в результаті падіння метеорита 40 млн років тому.
Знаходиться в Росії, Красноярський край (Евенкія).
Як припускають, удар створив кратер близько 22 км у діаметрі. Наступні геологічні процеси деформували кратер. Кратер не проявляється на поверхні.